# Список чемпіонів Індії з футболу
Чемпіон Індії з футболу тривалий час не визначався і всі клубні турніри в країні проходили в кубковому форматі. Вперше загальнонаціональний чемпіонат Індії розпочався в 1996 році під назвою Національна футбольна ліга, яка мала статус напівпрофесійного турніру. 2007 року її замінила професійна І-Ліга, що і перебрала на себе функції визначення чемпіона Індії.
Паралельно з 2014 року почала проводитись незалежна Індійська суперліга, яка тривалий час не визнавалась АФК та не мала статусу національної ліги, проте влітку 2017 року головний азійський футбольний турнір таки визнав Суперлігу, яка стала однією з двох (поряд з І-Лігою) найвищою футбольною лігою країни і почала делегувати своїх учасників у азійські клубні турніри.

## Чемпіони
| Сезон                      | Чемпіон              | 2-е місце       | 3-е місце        |
| -------------------------- | -------------------- | --------------- | ---------------- |
| Національна футбольна ліга |                      |                 |                  |
| 1996/97                    | Джей-Сі-Ті (1)       | Черчілл Бразерс | Іст Бенгал       |
| 1997/98                    | Мохун Баган (1)      | Іст Бенгал      | Салгаокар        |
| 1998/99                    | Салгаокар (1)        | Іст Бенгал      | Черчілл Бразерс  |
| 1999/00                    | Мохун Баган (2)      | Черчілл Бразерс | Салгаокар        |
| 2000/01                    | Іст Бенгал (1)       | Мохун Баган     | Черчілл Бразерс  |
| 2001/02                    | Мохун Баган (3)      | Черчілл Бразерс | Васко            |
| 2002/03                    | Іст Бенгал (2)       | Салгаокар       | Васко            |
| 2003/04                    | Іст Бенгал (3)       | Демпо           | Махіндра Юнайтед |
| 2004/05                    | Демпо (1)            | Спортінг (Гоа)  | Іст Бенгал       |
| 2005/06                    | Махіндра Юнайтед (1) | Іст Бенгал      | Мохун Баган      |
| 2006/07                    | Демпо (2)            | Джей-Сі-Ті      | Махіндра Юнайтед |
| I-Ліга                     |                      |                 |                  |
| 2007/08                    | Демпо (3)            | Черчілл Бразерс | Джей-Сі-Ті       |
| 2008/09                    | Черчілл Бразерс (1)  | Мохун Баган     | Спортінг (Гоа)   |
| 2009/10                    | Демпо (4)            | Черчілл Бразерс | Пуне             |
| 2010/11                    | Салгаокар (2)        | Іст Бенгал      | Демпо            |
| 2011/12                    | Демпо (5)            | Іст Бенгал      | Черчілл Бразерс  |
| 2012/13                    | Черчілл Бразерс (2)  | Пуна            | Іст Бенгал       |
| 2013/14                    | Бенгалуру (1)        | Іст Бенгал      | Салгаокар        |
| 2014/15                    | Мохун Баган (4)      | Бенгалуру       | Роял Вахінгдох   |
| 2015/16                    | Бенгалуру (2)        | Мохун Баган     | Іст Бенгал       |
| 2016/17                    | Аїджал (1)           | Мохун Баган     | Іст Бенгал       |

### Загальні результати
| Клуб             | Чемпіон                          | Віце-чемпіон                           |
| ---------------- | -------------------------------- | -------------------------------------- |
| Демпо            | 5 (2005, 2007, 2008, 2010, 2012) | 1 (2004)                               |
| Мохун Баган      | 4 (1998, 2000, 2002, 2015)       | 4 (2001, 2009, 2016, 2017)             |
| Іст Бенгал       | 3 (2001, 2003, 2004)             | 6 (1998, 1999, 2006, 2011, 2012, 2014) |
| Черчілл Бразерс  | 2 (2009, 2013)                   | 5 (1997, 2000, 2002, 2008, 2010)       |
| Бенгалуру        | 2 (2014, 2016)                   | 1 (2015)                               |
| Салгаокар        | 2 (1999, 2011)                   | 1 (2003)                               |
| Джей-Сі-Ті       | 1 (1997)                         | 1 (2007)                               |
| Аїджал           | 1 (2017)                         | –                                      |
| Махіндра Юнайтед | 1 (2007)                         | –                                      |